# 로젠버그 자존감 척도
사회학자 모리스 로젠버그 (Morris Rosenberg)가 개발한 로젠버그 자존감 척도(RSES,Rosenberg self-esteem scale)는 사회 과학 연구에서 널리 사용되는 자기존중감(자존감)을 나타내는 척도이다. 이 점수는 0-30의 척도를 사용하는데, 15보다 작은 점수는 낮은 자존감 문제를 나타낼 수 있다.
RSES는 사회 조사 설문지와 유사하게 설계되었다. 10점 리커트 유형의 척도이며 4 점 척도로 답변된 항목이 있다. 5 개 항목에는 긍정적으로 표현된 문구가 있고 5 개 항목에는 부정적으로 표현된 문구가 있다. 이 척도는 자신에 대한 긍정적인 감정과 부정적인 감정을 모두 측정함으로써 세계적인 자기 가치를 측정한다. 스케일이 개발된 원래 샘플은 뉴욕 주에서 무작위로 선택된 10 개 학교의 5,024 명의 고교생과 노인으로 구성되었다. Rosenberg의 자부심 척도는 자부심 평가를 위한 신뢰할 수 있고 유효한 정량적 도구로 간주된다.
RSES는 페르시아어, 프랑스어, 중국어,  이탈리아어, 독일어, 포르투갈어,  스페인어와 같은 다양한 언어로 번역되고 수정되었다. . 이 척도는 최대 53 개 국가의 문화간 연구에 광범위하게 사용된다.

## 같이 보기
- 체계적 둔감화